# Jean-Baptiste Santerre

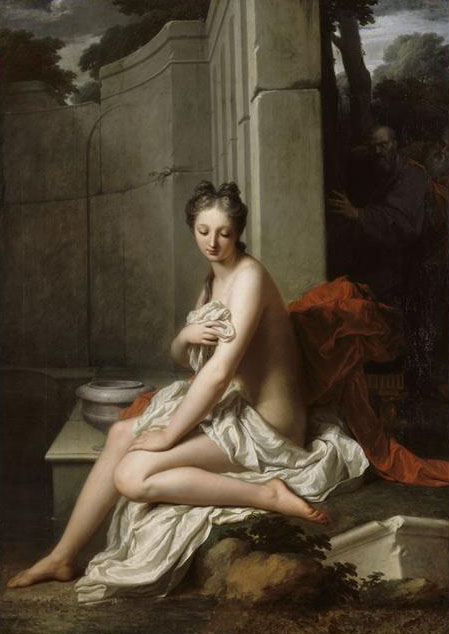
Zuzanna w kąpieli, 1704, Musée du Louvre, Paryż

Jean-Baptiste Santerre (ur. w 1658 roku w Magny-en-Vexin k. Pontoise, zm. 21 października 1717 roku w Paryżu) – barokowy malarz francuski, uczeń Bon Boullogne'a.
Rozpoczynał karierę jako portrecista, choć zasłynął jako malarz aktów.

## Dzieła
- Zuzanna w kąpieli, 1704, Musée du Louvre, Paryż;